# Mount Calm
Mount Calm è un centro abitato degli Stati Uniti d'America situato nella contea di Hill dello Stato del Texas.
La popolazione era di 320 persone al censimento del 2010.

## Geografia fisica
Mount Calm è situata a 31°45′28″N 96°52′55″W (31.757680, -96.881931).
Secondo lo United States Census Bureau, ha un'area totale di 0,8 miglia quadrate (2,1 km²).

## Società

### Evoluzione demografica
Secondo il censimento del 2000, c'erano 310 persone, 118 nuclei familiari e 82 famiglie residenti nella città. La densità di popolazione era di 371,8 persone per miglio quadrato (144,2/km²). C'erano 138 unità abitative a una densità media di 165,5 per miglio quadrato (64,2/km²). La composizione etnica della città era formata dal 74,52% di bianchi, il 13,55% di afroamericani, l'1,61% di nativi americani, l'1,61% di asiatici, l'8,39% di altre razze, e lo 0,32% di due o più etnie. Ispanici o latinos di qualunque razza erano l'11,29% della popolazione.
C'erano 118 nuclei familiari di cui il 28,8% aveva figli di età inferiore ai 18 anni, il 53,4% aveva coppie sposate conviventi, il 14,4% aveva un capofamiglia femmina senza marito, e il 30,5% erano non-famiglie. Il 25,4% di tutti i nuclei familiari erano individuali e l'11,0% aveva componenti con un'età di 65 anni o più che vivevano da soli. Il numero di componenti medio di un nucleo familiare era di 2,63 e quello di una famiglia era di 3,23.
La popolazione era composta dal 30,3% di persone sotto i 18 anni, il 5,8% di persone dai 18 ai 24 anni, il 23,5% di persone dai 25 ai 44 anni, il 25,8% di persone dai 45 ai 64 anni, e il 14,5% di persone di 65 anni o più. L'età media era di 38 anni. Per ogni 100 femmine c'erano 86,7 maschi. Per ogni 100 femmine dai 18 anni in giù, c'erano 91,2 maschi.
Il reddito medio di un nucleo familiare era di 31.591 dollari e quello di una famiglia era di 34.583 dollari. I maschi avevano un reddito medio di 32.031 dollari contro i 18.571 dollari delle femmine. Il reddito pro capite era di 13.310 dollari. Circa il 9,9% delle famiglie e il 10,2% della popolazione erano sotto la soglia di povertà, incluso il 14,1% di persone sotto i 18 anni e il 3,2% di persone di 65 anni o più.